# Magnus Adell
Magnus Olof Adell, född 28 september 1966, är en svensk basist och en av originalmedlemmarna i Perssons Pack . Han var basist i gruppen 1988–1995 och 2011–2014.  Har även medverkat på skivor med Stefan Sundström, Ainbusk Singers, Jakob Hellman och Sweet Chariots. Han spelar nu i Uppsalabandet Doc V. Sedan 1998 arbetar han som psykolog med fokus på organisation och psykoterapeut med KBT-inriktning.